# Pitet
Pitet est un hameau de la commune belge de Braives située en Région wallonne dans la province de Liège.
Avant la fusion des communes de 1977, Pitet faisait partie de la commune de Fallais.

## Situation
Ce hameau de Hesbaye est traversé du sud vers le nord par la Mehaigne. Il avoisine les villages de Fallais, Vieux-Waleffe, Dreye et Fumal. Il est longé à l'est par la route nationale 64 Huy-Hannut.

## Histoire
Pitet est un ancien domaine de l’abbaye de Sclayn. La famille de Donnea en devient propriétaire en 1756. Parmi les membres de cette famille, Alice de Donnea, une philanthrope, a donné son nom à une rue du hameau en 1933. Ce domaine est rattaché à Fallais à la Révolution française.

## Patrimoine
Bien que de petite taille, la localité de Pitet possède un riche patrimoine aussi bien naturel que bâti dont plusieurs biens sont classés.
- Le patrimoine naturel se compose de :
  - la vallée de la Mehaigne et ses méandres,
  - le parc du château,
  - la charmille de Pitet plantée au XIXe siècle, constituée de charmes et longue de 180 m, reprise sur la liste du patrimoine immobilier classé de Braives depuis 1942[2],
  - le site de la Butte Saint-Sauveur ou Mont Saint-Sauveur: une colline d'origine volcanique avec la ruine d'une chapelle médiévale et le site de tombes romaines et mérovingiennes, repris sur la liste du patrimoine immobilier classé de Braives depuis 1976,
  - le jardin des plantes patrimoniales comprenant plus de 300 plantes herbacées communes de la région ; il a une superficie d'environ 37 ares et est entouré d'un mur en brique.

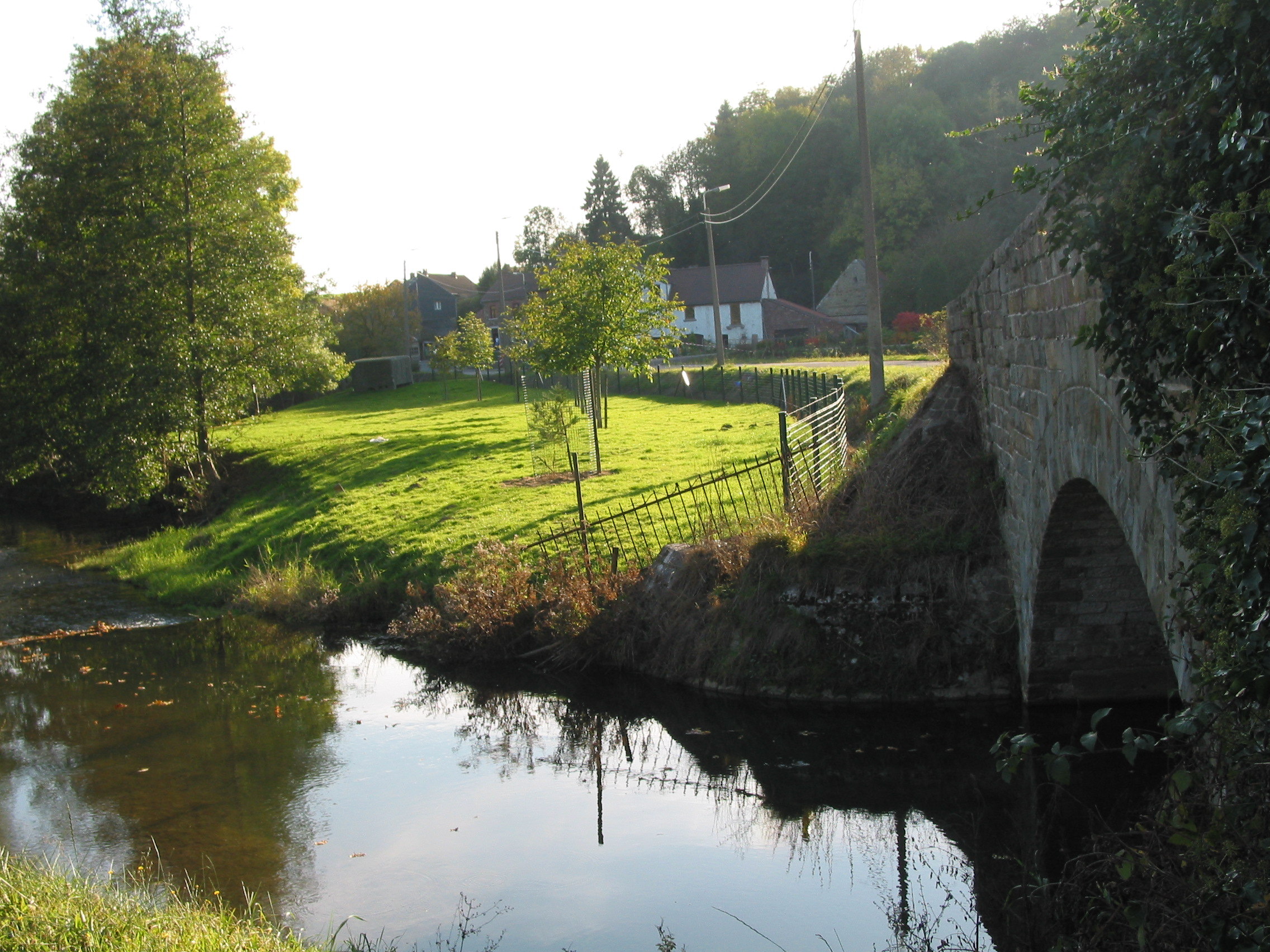
Mehaigne
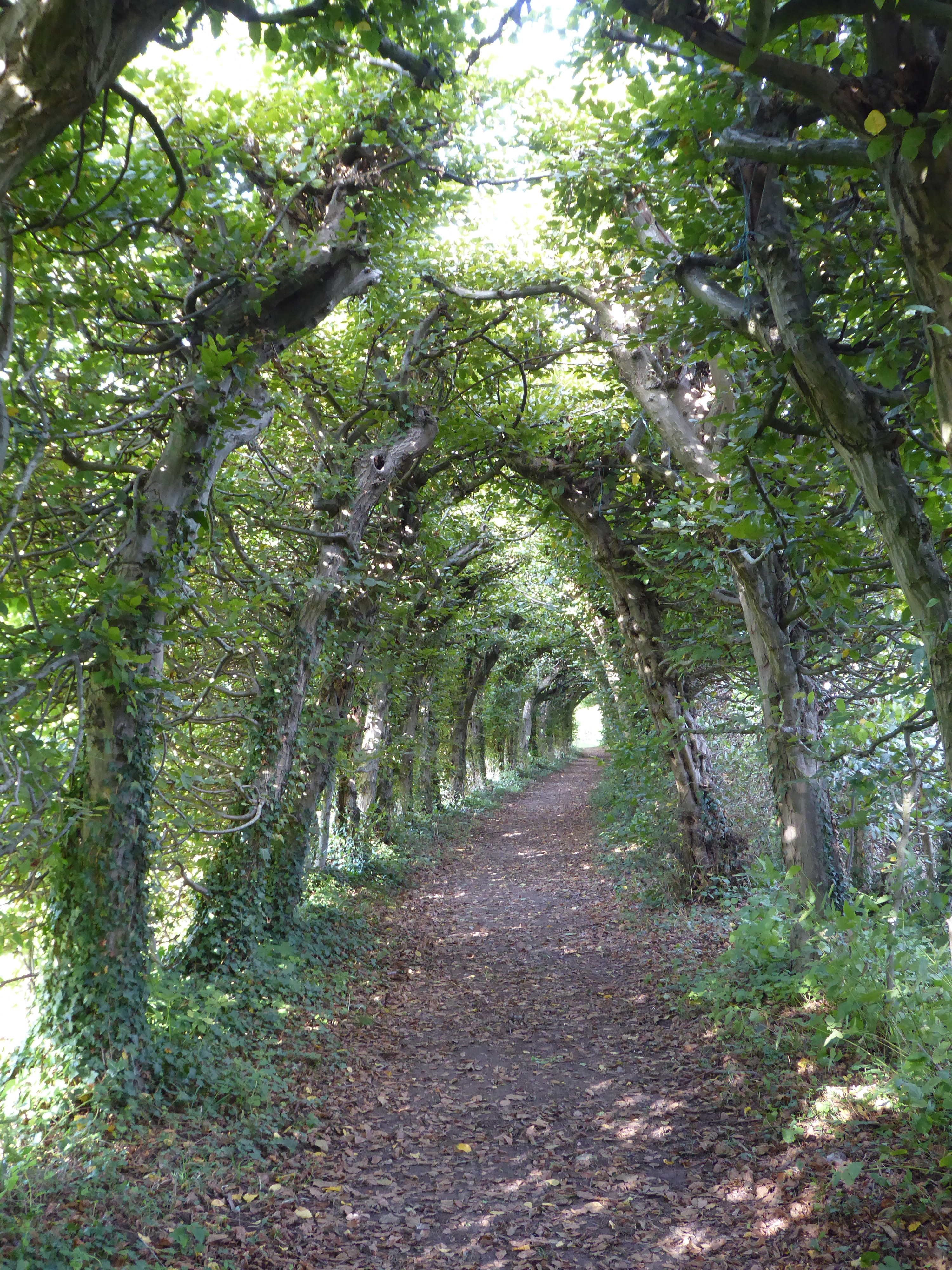
Charmille du château de Pitet
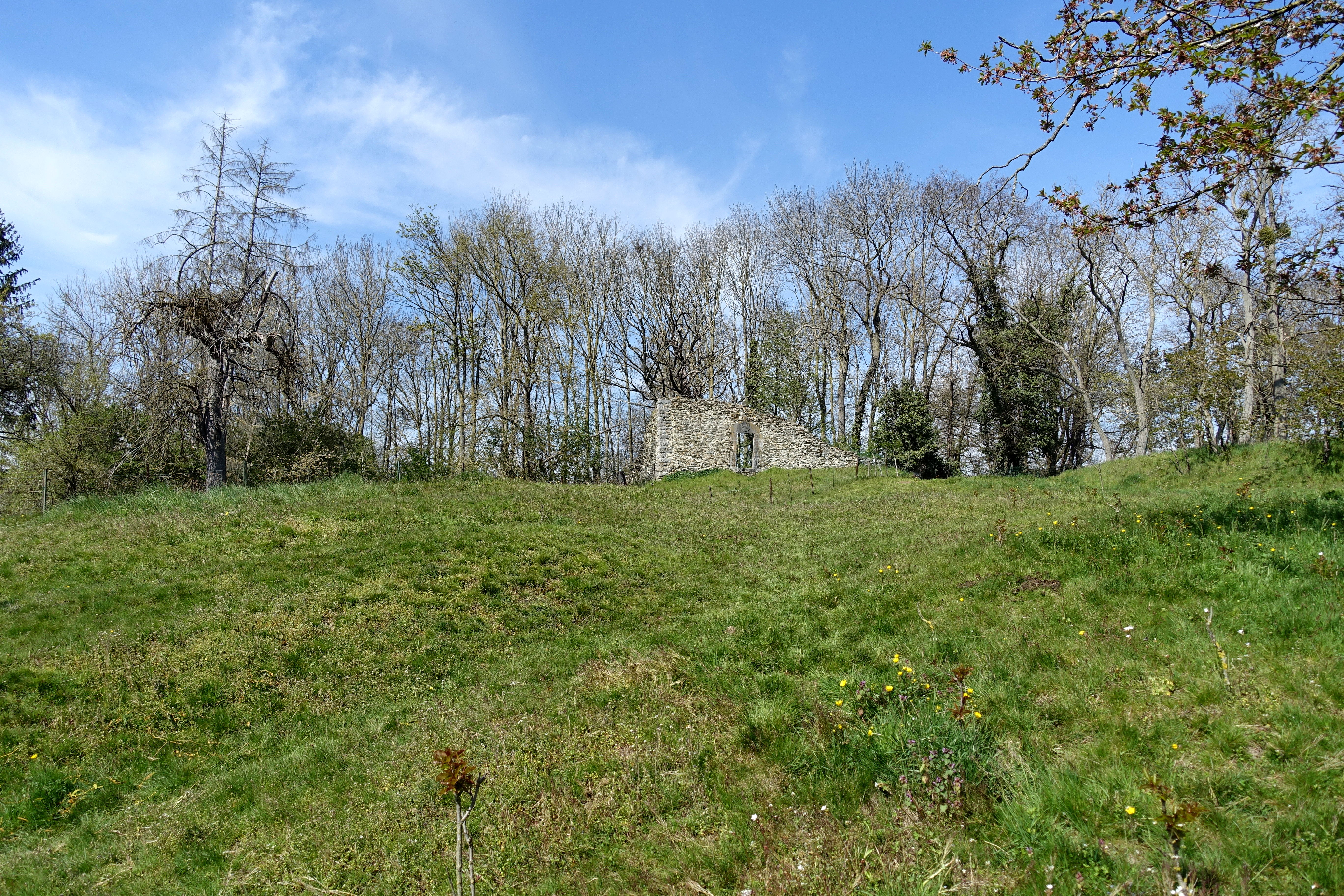
Butte Saint-Sauveur
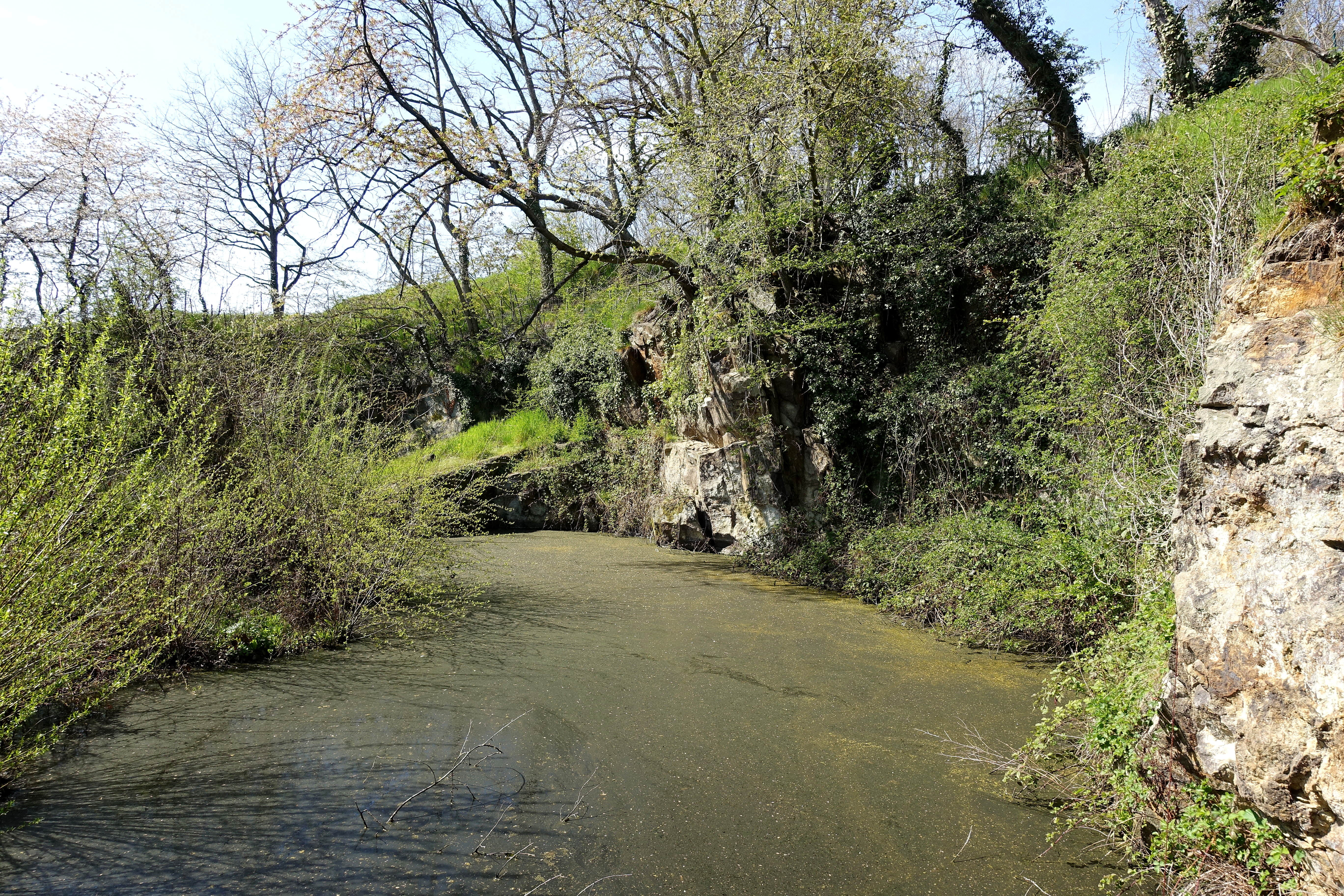
Ancienne carrière sur Mont-Saint-Saiveur

- Le patrimoine bâti est formé par :
  - la ferme-château de Pitet (XVIIe siècle et XVIIIe siècle),
  - la forge datant de 1749 reprise sur la liste du patrimoine immobilier classé de Braives depuis 1959,
  - les pans de mur de l'ancienne chapelle de la Butte Saint-Sauveur possédant un linteau du XIIIe siècle sculpté d’un médaillon représentant l’Agneau Mystique[3]; la chapelle est reprise sur la liste du patrimoine immobilier classé de Braives depuis 1985,
  - la chapelle en brique de la rue Val de Mehaigne,
  - la glacière (XIXe siècle),
  - l'ancien moulin.

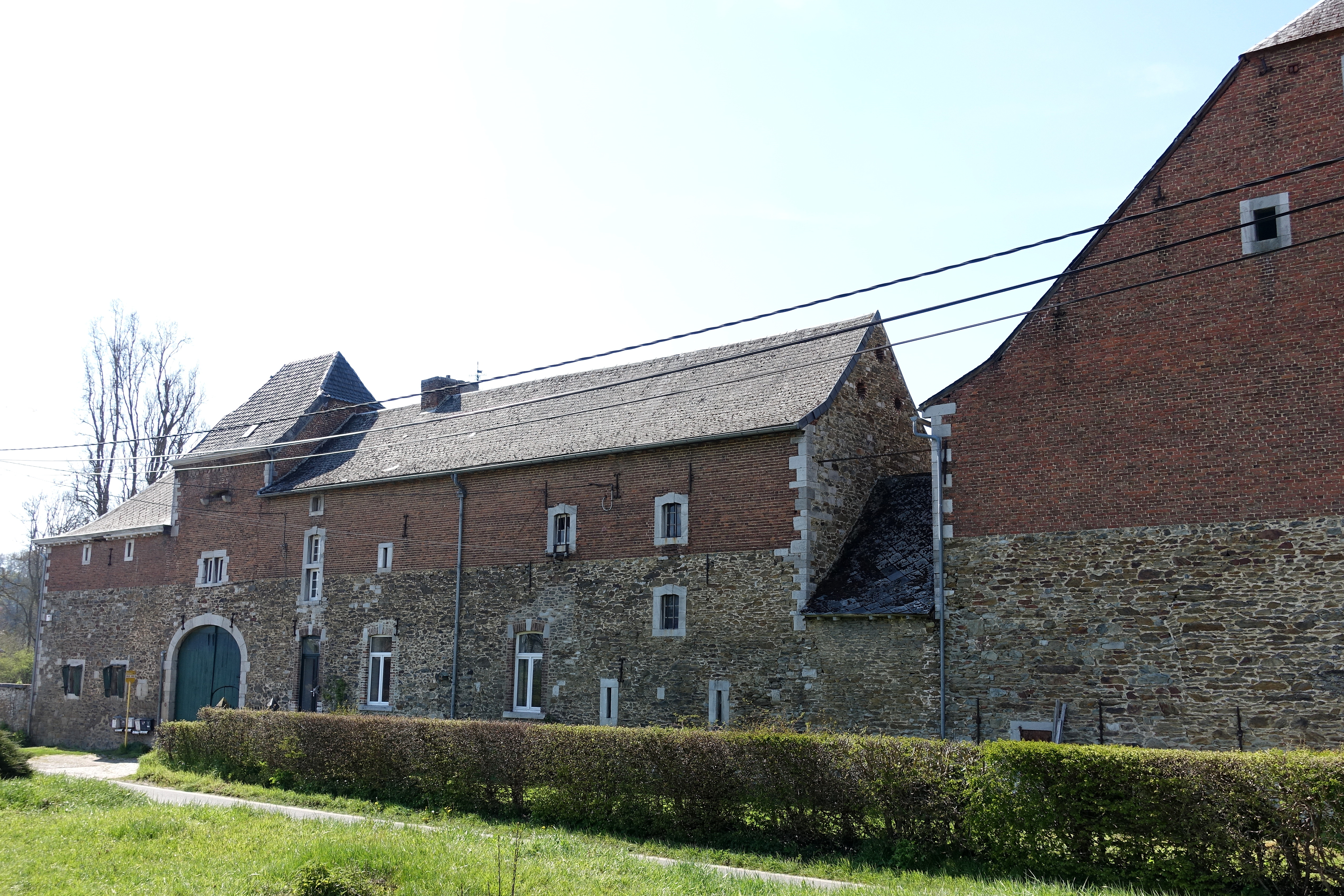
Ferme-Château de Pitet
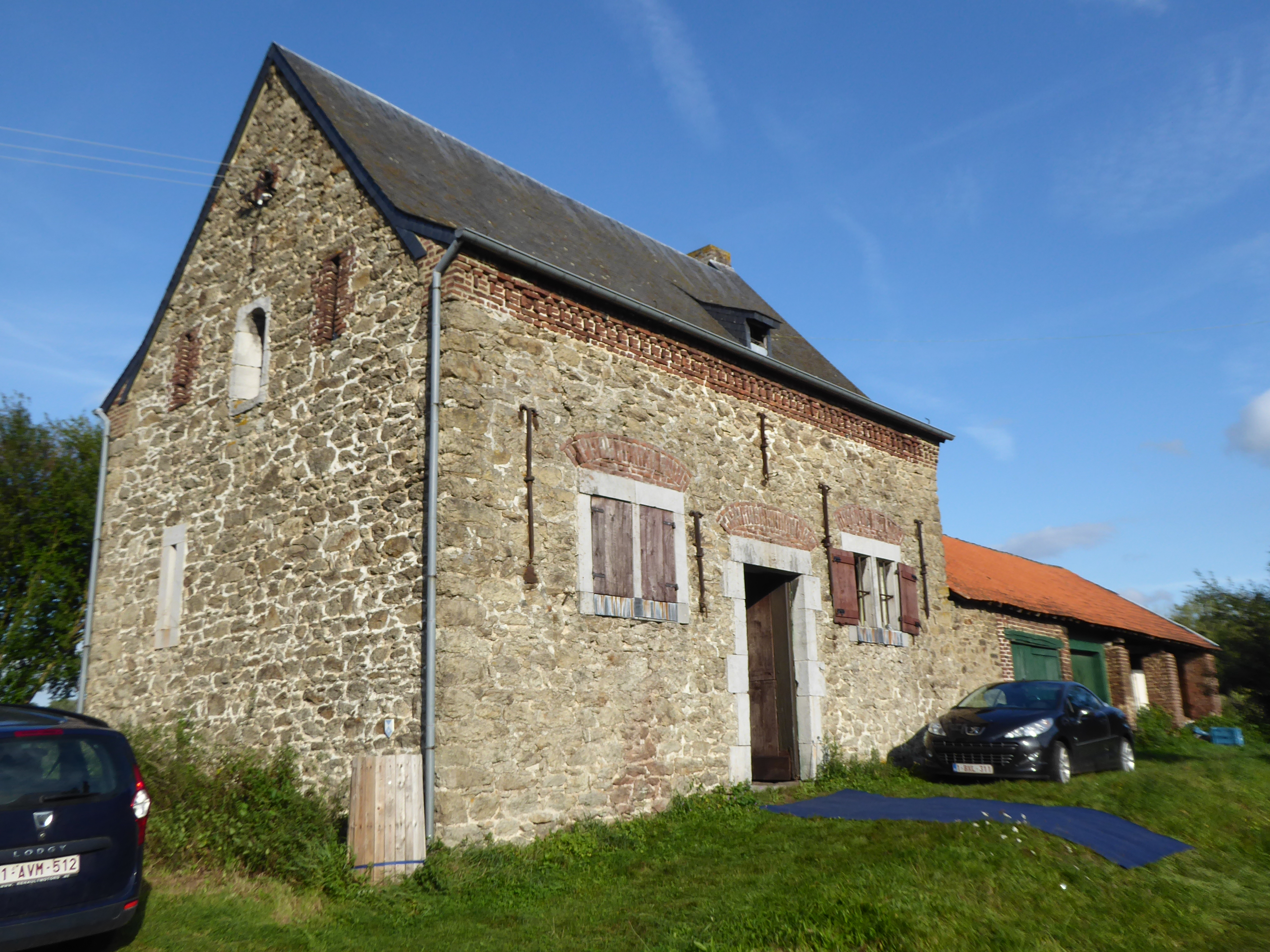
Forges de Pitet de 1749
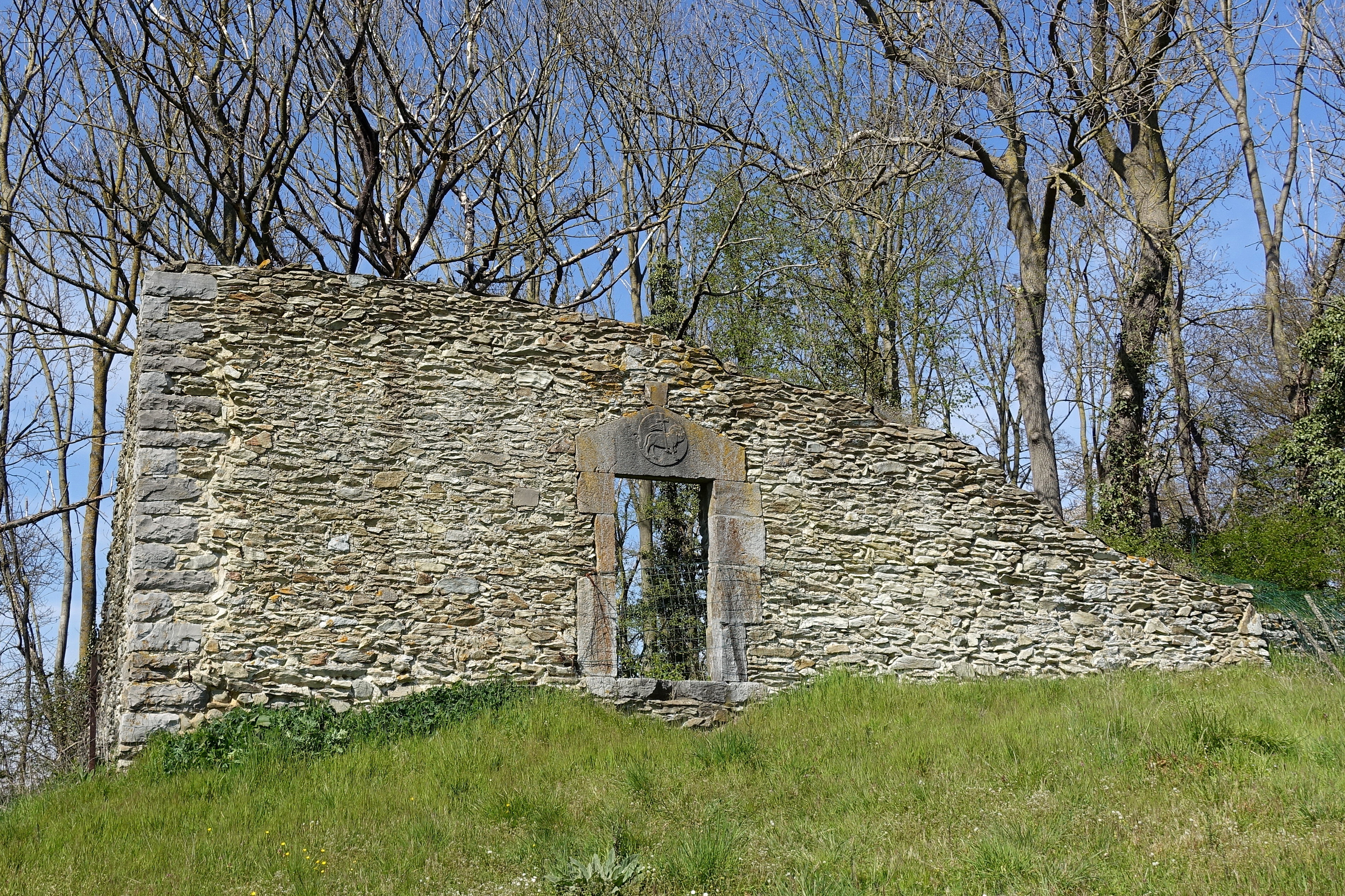
Chapelle Saint-Sauveur
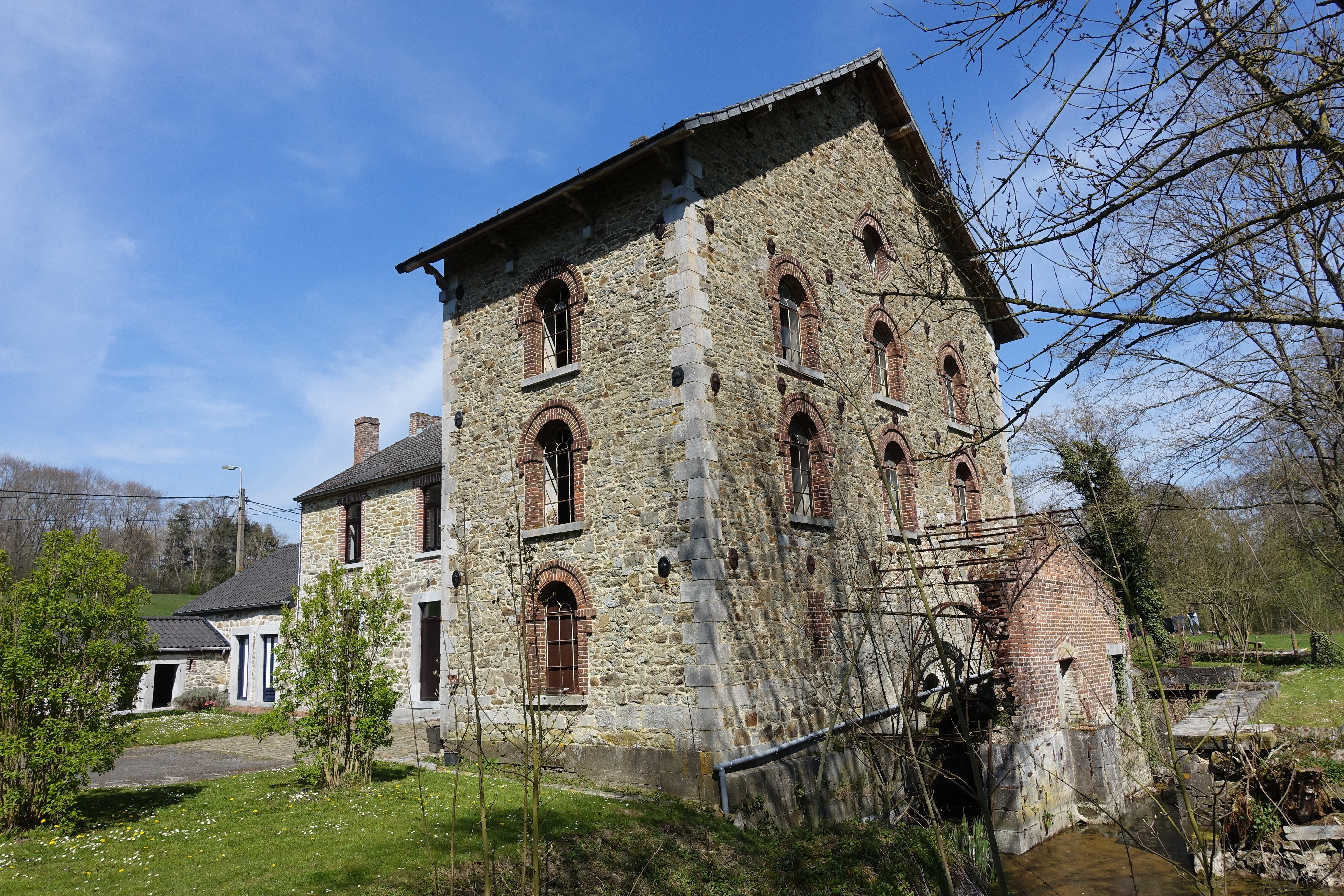
Moulin du Val du Mehaigne

## Activités
Le RAVeL de l'ancienne ligne 127 traverse la localité.